# Clubiona hysgina
Clubiona hysgina este o specie de păianjeni din genul Clubiona, familia Clubionidae, descrisă de Simon, 1889. Conform Catalogue of Life specia Clubiona hysgina nu are subspecii cunoscute.